# قصر الجم
قَصْر الجَمّ أو مَسْرَح الجَمّ، اسمه الروماني كُولُوسِّيُومْ تِيسْدْرُوسْ Colosseum Thysdrus، واسمه في بعض الكتابات العربية القديمة قصر الكاهنة، وهو مسرح أثري يقع بمدينة الجم (تِيسْدْرُوسْ Thysdrus في العهد الروماني) في ولاية المهدية في تونس. أدرج سنة 1979 على لائحة مواقع التراث العالمي من طرف اليونسكو.
يقع تحت حلبته رِوَاقَان يصلهما الضوء من الفتحة الوسطى في الحلبة. كما كانت هناك فتحتان من جانبي الحلبة لرفع الوحوش (من أُسُود ونحوها) والمصارعين (من أسرى الحرب والمتجالدين)، حيث كان الوحوش والمصارعون يُأسَرُون في غُرَف تحت الحلبة. أقيمت في مسرح الجم، في العهد الروماني، مصارعات الوحوش ومعارك المصارعين وسباقات العربات، حيث كان الشعب والنبلاء الرومانيون يجلسون لمشاهدة تلك الاستعراضات.

صار قصر الجم، حاليا، ركحا لأشهر الفنانين والموسيقيين العالميين، إذ تقام فيه سنويا مهرجانات وحفلات لأهم الفرق العالمية، خاصة منها السمفونيات وفرق موسيقى الجاز.

## تاريخ المسرح

### أشهر المباني الموجودة
يعد قصر الجم الروماني ثالث أكبر مسرح روماني في العالم بعد مسرح كولوسيوم روما المصنف من عجائب الدنيا السبع ومسرح كولوسيوم كابو، ويقع هذا الموقع في مدينة الجم الساحلية (200 كلم جنوب شرق العاصمة) وبشهادة العلماء والمؤرخين يعتبر كوليزي الجم الأكثر جمالا وصيانة وأكبر بناء أثري روماني في أفريقيا.
وتحيط بالقصر مدينة أثرية رومانية لا تزال أثارها قائمة لحين اللحظة والمثير في الأمر أنه غير بعيد عن هذا المعلم الروماني الضخم يوجد قصر روماني آخر أقل حجما يتسع ل200 شخص لم يبق من آثاره إلا القليل وقد حيرت هذه المدينة الصغيرة المؤرخين كونها كانت مدينة بسيطة لا يتعدى سكانها ال20 ألف نسمة تحت الحكم القرطاجني.
وقد شيد هذا القصر وفق المعطيات التاريخية والمراجع القائد الروماني جورديان الثاني الذي قاد انتفاضة على
إمبراطور روما في ذلك العصر وأقام قصرا خاصا به سعى من خلاله أن يكون متميزا ويفوق بعظمته وجماله قصر الكوليزي بروما.

### يؤرخ للجدل
وقد قام جورديان الثاني بتصميم قصر الجم بشكل تجاوز فيه كل لأخطاء الهندسية الموجودة في نظيره بروما على مستوى الشكل.وتبلغ أبعاده الخارجية 148 مترا 122 مترا وأبعاد حلبته 65 مترا 39 مترا وتتسع مدارجه ل35 ألف متفرج.
ويقع تحت حلبته رواقان يصلهما الضوء من الفتحة الوسطى للحلبة إضافة إلى فتحتان من جانبي الحلبة كانت تستخدم لرفع الوحوش من أسود ونمور والمصارعين من أسرى الحرب حيث كان المصارعون والوحوش يأسرون في غرف تحت الحلبة ليتم إطلاقهم في الأعياد والمناسبات الضخمة التي تشهد إقبالا جماهريا ضخما من الشعب والنبلاء الذين يجلسون في المدارج لمشاهدة مصارعات الوحوش ومعارك المصارعين من أسرى الحروب وسباقات العربات.
وقد شهد هذا المعلم الضخم عدة معارك وتشير المصارد أنه أثناء الفتح الإسلامي لافريقية أوائل القرن الثامن ميلادي احتمت به الملكة البربرية«ضميا» الملقبة بالكاهنة مع جيشها لمدة أربع سنوات اثر هزيمتها في المعركة الثانية أمام القائد حسان ابن النعمان.وفي سنة 1695 تم هدم الجانب الغربي للقصر بأمر من باي تونس بعد أن اتخذ السكان هذا المعلم حصنا لهم في ثورتهم ضد حكم الباي أنذاك.

### من أواخر العصور القديمة إلى العصور الوسطى

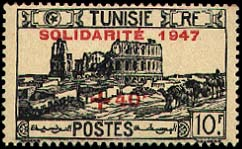
طابع بريدي حول مسرح الجم بتونس (1947).

يرجع إنشاؤه إلى العهد الروماني، حيث بنى سكان مدينة تِيسْدْرُوسْ (الجم حاليا) الأثرياء (منتجو زيت الزيتون) مسرحا لهم (إذ كان لرومانيّي المدينة مسرح آخر يتسع لـ 2000 شخص، لم يبق من آثاره إلا القليل قرب مدينة الجم حاليا) سنة 238 م، في عهد حاكم مقاطعة أفريكا غورديان الأول (حوالي 159 م - 238 م)، وهو الذي صار إمبراطورا رومانيًّا في منتصف نفس السنة، وحكم لمدة 36 يوما قبل أن ينتحر في منزله بقرطاج إثر هجوم جيش نوميديا، وهي المقاطعة الرومانية المجاورة، على مقاطعة أفريكا لاسترجاع الحكم.
أثناء الفتح الإسلامي لإفريقية في أوائل القرن الثامن ميلادي، احتمت به الملكة البربرية ضَمْيَا الملقبة بالكاهنة مع جيشها لمدة أربع سنوات إثر هزيمتها في المعركة الثانية أمام حسان بن النعمان الغساني، وهو الذي طلب الإمداد من عبد العزيز بن مروان إثر هزيمته في المعركة الأولى، لذلك سمي قصر الجم، في بعض الكتابات العربية القديمة، قصر الكاهنة.

 وفي عام 1695 م، ثار السكان على محمد الثاني، باي تونس المرادي آنذاك، وتحصنوا بقصر الجم. فبعد أن أخمد ثورتهم، أمر الباي بهدم الجانب الغربي للقصر، حتى لا يتحصن فيه غيرهم مستقبَلاً (في ذلك العصر).

### العصر الحديث
ويزخر هذا القصر الروماني بالعديد من القطع الأثرية النادرة في العالم نقل بعضها لمتحف الجم والبعض في متاحف آخرى فضلا عن نحو 30موقعا رومانيا تم اكتشافها عبر الحفريات أبرزها «منزل أفريقيا» الذي يحتوي على قطع نادرة من الفسيفساء التي تصور الحياة اليومية لسكان روما وطرق عيشهم.
فهذا القصر الذي كان في ما مضى حلبة للصراعات ا لدموية بين البشر والوحوش صار الآن ركحا لأشهر الفنانين والموسيقين العالميين وقد ازدادت شهرته منذ سنة 1986 عندما قرر محمد الناصر وهو من سكان مدينة الجم إنشاء أول مهرجان للموسيقى السمفونية في تونس يقام سنويا في هذا القصر حيث تضاء الشموع في كل صيف في مختلف أروقته لتعلن انطلاق دورة جديدة من مهرجان الموسيقى السمفونية بالجم الذي استضاف ولايزال عدة أسماء عالمية على غرار المغنية الأمريكية الملقبة بالديفا باربرا اندريكس والموسيقي الإيطالي الشهير ريكاردو موتي.

### الفترة المعاصرة
هو رمز معماري عالمي وهو الثاني من نوعه فالعالم (حيث يوجد مثيل وحيد له فالعالم يقع في روما)، حيث يميز بشكله الدائري الكلي وهو الوحيد الذي مازال بصحه جيده ولم تتغير معالمه الأصلية كثيرا.
قصر الجم ومن يوم تأسيسه صار ومازال لليوم يمثل مركز مدينة الجم ورمز من رموزها الرائعة وهو عباره على قصر روماني ضخم تقام به الحلبات الاستعراضيه (كقتال رجل لاسود متوحشه، قتال وحوش بين بعضها، أو قتال فرسان ضد بعضهم لاغراض السلطة) وكان الشعب والنبلاء في تلك الايام يجلسون ويشاهدون تلك الاستعراضات.
وكان هذا من قبل اما اليوم فصار قطب سياحي هام في تونس، فخلفا لاهميته التاريخية صار مسرح لاشهر الفنانين والموسيقيين العالميين وتقام فيه سنويا مهرجانات وحفلات لاهم الفرق العالمية خاصه السنفونيات والفرق النحاسيه وهو ضخم ويحتوي على مدارج تستوعب أكثر من 40 الف متفرجاً. وتستقبل مدينة الجم الساحلية من سنة لأخرى ما يزيد عن المليون سائح سنويا من مجموع 6 ملايين سائح يتوافدون على تونس.

## بنائه المعماري
كان موقع هذا القصر في منتصف السهوب العارية إلى حد ما ومظهره الضخم سببا في جماله وتميّزه. وتمَّ بنائه على أرض مستويَّة في شمال المدينة.نظرًا لموقعه «وسط كثرة السهوب العارية إلى حد ما» (هادي سليم)، فإن المدرج يُثير الإعجاب ليس فقط بمظهره الهائل ولكن أيضًا بجمال الزنجار في جدرانه. · . وهو مَبني على أرض مستوية شمال موقع المدينة القديمة 
. في ظل عدم وجود الحجر الجيريّ في هذه المنطقة من تونس، تمَّ بناء جدران ودعامات المدرج الكبير من الحجر الرمليّ، وهي مادة سهلة القطع من المحاجر الساحلية في رجيش-سلقطة الواقعة على بعد حوالي ثلاثين كيلومترًا. · . المبنى هو الوحيد في العالم الرومانيّ الذي تم بناؤه بالحجر الحر  والبناء الوحيد في المدينة الذي تم بناؤه بهذه المادة، وهي علامة على المكانة المرتبطة بالنصب التذّكاري. كانت المادة، بيضاء اللون عند استخلاصها، وتحولت الي لون المغرة بمرور الوقت. ومع ذلك، فإن الحجر المستخدم، وهو ليس شديد المقاومة، وحسّاس للتآكل.

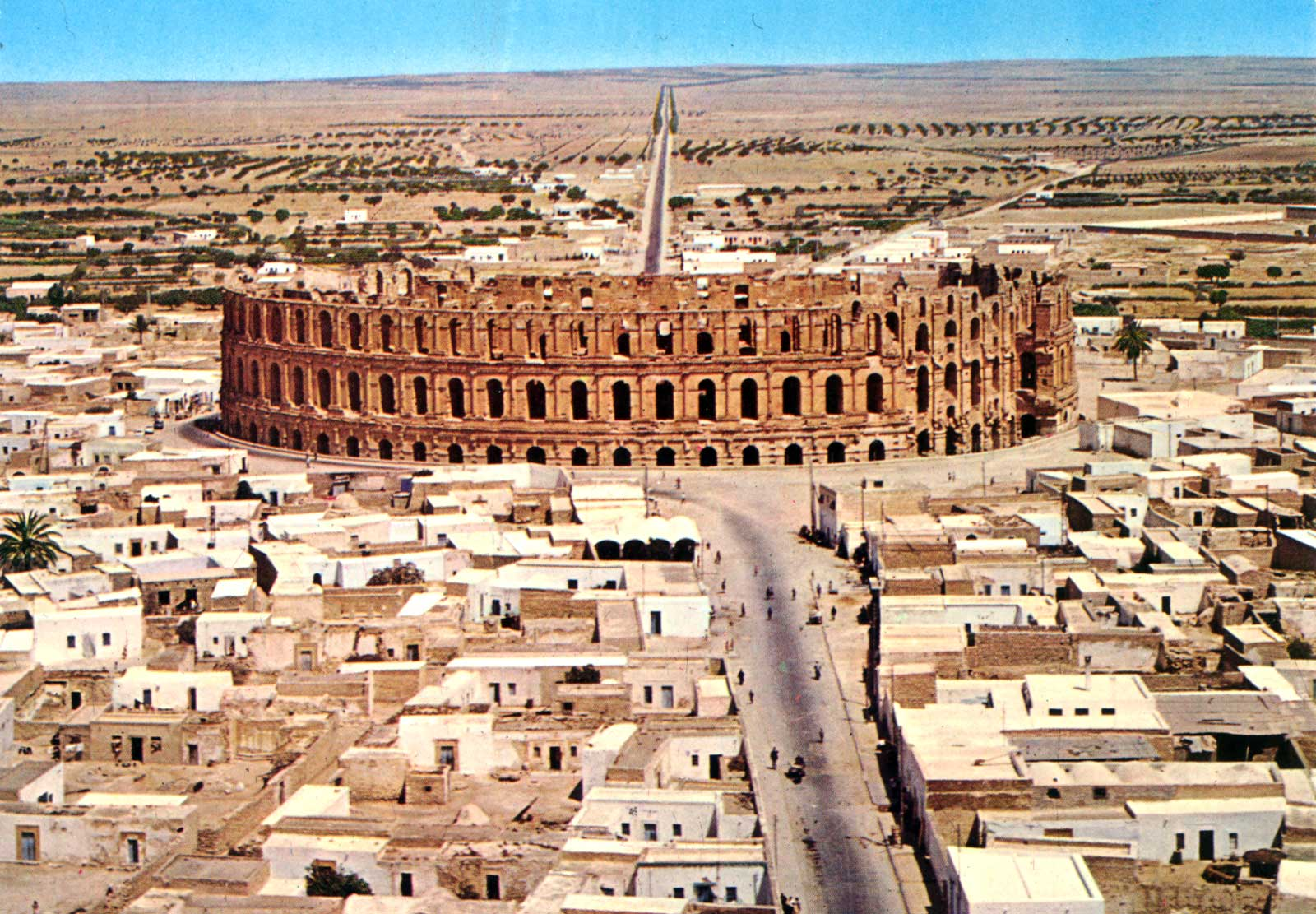
المدرج شُوهد من طائرة حوالي عام 1960، ويبرز بوضوح من المباني المحيطة والمناظر الطبيعية

هشاشة الحجر هذه، وفقًا لغولفين، هي تفسير لسماكة الجدران وبالتالي للجانب الضخّم من المبنى. تمكنت الحفريات في الأساسات من تحديد أن الموقع قد استُخدم في نحت جزء كبير من عناصره بما في ذلك عناصر الزخرفة. حجم القطع الدقيق للكتل هو المسؤول عن الخيارات الجماليَّة، لا سيما بالنسبة لبنة العقد التي لها هنا زاوية داخليَّة بينما في أماكن أخرى غالبًا ما يكون لها زاوية بارزة.
على الرغم من العناصر الزخرفية غير المكّتملة، تظهر آثار الترميم القديم إلى استخدام النصب التذكاري. تم بناء الأقبية من حجر الأنقاض وليس الطوب، بينما تم استخدام الطوب على نطاق واسع في إنشاءات أخرى من نفس النوع. هذا النمط من البناء يجعله مثال أفريقيّ محدد.

### الأبعاد

مخطط الطابق الأرضي ومقطع عرضي على المدرج.

الشّكل العام للمبنى هو شكل القطع الناقص الذي يبلغ قياس محوره 148 مترًا و 122 مترًا؛ محاور الحلبة 65 و 39 مترا على التوالي  ومحيطها 427 مترا. كان ارتفاع البناء 36 مترا.
وحدة القياس التي استخدمها البناؤون هي ذراع بونيقية ، ويبلغ طولها حوالي 50 سم ، «يفضلها البناؤون في البلاد بالقدم الرومانيَّة». قُدرت الطاقة الاستيعابية الأصليَّة بحسب عمار المحجوبي بـ 27 ألف مكان  وما بين 27 ألف و 30 ألفًا بحسب هادي سليم. يذكر غولفن من جانبه سعة 45000 متفرج.
لهذا السبب، غالبًا ما يعتبره سليم، خاصةً، ثالث أكبر مدرج في العالم الروماني بعد الكولوسيوم ومدرج كابوا، على الرغم من أنَّ مدرجات فيرونا وقرطاج وبوزولي تحصل أيضًا على هذا اللقب. يُمكن تفّسير أهميَّة المبنى جزئيًا من خلال حقيقة أن ثيسدروس كان للتّجمُع وبالتالي من المحتمل أن يستقبل عددًا كبيرًا من السكان عندما يأتي الحاكم للجلوس هناك.

### الواجهة الخارجية
تحتوي الواجهة على 64 قوسًا على ثلاثة طوابق، مع استخدام النظام كورنثي في الطابق الأرضي والمستوى الثالث، والنظام المركب في الطابق الثاني ، والذي يميزها عن الكولوسيوم حيث تتبع الأوامر بعضها البعض بشكل مختلف (نظام دوريي)، نظام إيوني، نظام كورنثي) ويساعد على إظهار الشخصيَّة الأفريقيَّة للمبنى. نظرًا لمقاومة التكّسير المنخفضة لمواد البناء، يبلغ سمك الجدار 4.56 متر ويساهم في الطابع الهائل للمبنى.
مدرج إلجم هو الوحيد في العالم، جنبًا إلى جنب مع الكولوسيوم في روما، الذي لا يزال يتمتع بواجهة سليمة مع ثلاثة مستويات من صالات العرض على الرغم من فقدان العلية. ·  تمَّ فقد هذا المستوى الأخير ولكنه كان ليشابه حالة المستوى الأخير من الكولوسيوم بعنصر صلب وعناصر زخرفية بما في ذلك الأعمدة. بالإضافة إلى ذلك، لم تكشف الأبحاث بعد عن وجود فيلوم (أداة تظليل من الشمس)، على الرغم من أن جولفين يعتبر أنه من المُحتمل أن يكون للبناء واحدًا بسبب المناخ المحلي الحار.
أتاح تقصير المنصة وإبراز منحدر المدرجات تقليل النقاط العمّياء. يُساهم سمُك الجدران والأرصفة والنتوء المنخفض للمسطحات الداخليَّة في هذا الانطباع بالكُتلة، من خلال غلبة المواد الصلبة على الفراغات في الواجهة، على عكس الكولوسيوم في روما حيث تنعكس هذه النسبة. تتجلى هذه الهيمنة بشكل أكبر من خلال استخدام أسلوب ربط الماني كبير في البناء.

### الواجهة الداخلية
الدرجات الحجريَّة في الكهوف هي العناصر التي عانت أكثر من نهب الزمن، حتى لو كانت لا تزال في حالة جيّدة من الحفظ في القرن الحادي عشر عندما وصفها البَكّري. كان ارتفاعها حوالي أربعين سنتيمترا وعرضها ستين سنتيمتراً.
ينقسم القسم الأقرب للساحة إلى ثلاثة أقسام، وينفصل عنها بمنصه ارتفاعها 3.50 مترًا  وعرضه 90 سم، مبنيًا باستخدام طريقة ربط الماني في سبعة صفوف، بزخرفة هندسيَّة ملونة تقلد الرخام. ويوجد تحت هذه ممر خدمة على شكل حلقة يتصل بالساحة عبر ستة أبواب.
في المحور الرئيسي للنصب التذكاري، تم تحديد سلسلة من أربع غرف شبه منحرفة بأرضية من الفسيفساء مزينة بشكل أساسي باشّكال شِبه مُنحرفة ومُتشابكة  كأماكن عبادة ذات منافذ تضُم تماثيل عبادة ذات إله غير محدد ؛ يرى بعض المؤلفين أنهم ربما كانوا مرتبطين بجماعة سولدلتيز المحليَّة. تم تحديد إحدى الغرف على أنها مخصّصة للعبادة الإمبراطوريَّة.
يبدو أن التركيبات الداخليَّة، بما في ذلك المداخل وعمليات الإخلاء، أكثر تفصيلاً هنا من الآثار الأخرى من نفس النوع.

### الساحة والقبو تحت الأرض

مخطط وقسم من أقبية المدرج

الساحة وملحقاتها محفوظة بشكل جيّد للغاية. الأول لا يزال له جِدار منصة يبلُغ ارتفاعه 3.50 مترًا. البابان الرئيسيَّان، بعرض 4.50 متر، تمَّ الحفاظ على عتبتهما، سمحا بالوصول لمختلف الأبطال.
على عكس معظم المدرجات الأخرى، حيث تمَّ وضع الحيوانات تحت المنصة ثم في الطابق السفلي من الساحة التي تمَّ التنقيب عنها لاحقًا، صممت الخطة الأصليَّة منشآت تحت الأرض كجزء لا يتجزأ من المبنى. وهي تتألف من رواقين محفورين بعمق 3.90 متر، يتقاطعان بزوايا قائمة. نهايات المحور الصغرى بعرض سبعة أمتار تؤدي إلى السلالم المؤدية إلى الدور الأرضي. كما أن لديها فتحتان جعلت من الممكن رفع قفص الحيوانات البرية باستخدام الروافع  · . تمَّ استخدام مصاعد الشحن هذه أيضًا لتقديم العروض، حيث أثار ظُهور الحيوانات مفاجأة المتفرجين.
يحتوي الرواق الثاني، الأوسع، على ثماني خلايا على كل جانب حيث تمَّ وضع أقفاص الحيوانات وجثث المصارعين المقتولين.
يتم توفير التهويَّة والإضاءة من خلال فتحة في الجزء المركزيّ  ·  يتم الوصول إليها من خلال مُنحدرات لطيفة والتي كانت مغطاة بأرضية قابلة للإزالة أثناء الألعاب. كان هناك أيضًا بئر  يوفر الاحتياجات المائية للنصب التذكاري ، ولا سيما الغرف الموجودة تحت الأرض. بشكل عام، تُساعد سهولة الحركة والوصول المباشر إلى المدرجات عن طريق السلالم المدمجة في الهياكل الأساسيَّة في جعل مدرج الجم أحد أفضل المدرجات المدروسة  وتوفير استجابة مثاليَّة لوظيفته. لا يزال بإمكاننا رؤية نظام متقن للغاية لجمع وتوجيه مياه الأمطار وكذلك الصهاريج  لتزويد المبنى بالمياه وكذلك للمدينة بأكملها.
وتنتهي المياه التي سقطت على المصاطب في قناة لتجميع المياه بها أماكن للوصول على مسافة منتظمة؛ تقع مرافق تخزين المياه على بعد حوالي مائة متر من المدرج. · .

## ألعاب المدرج في تيسدروس

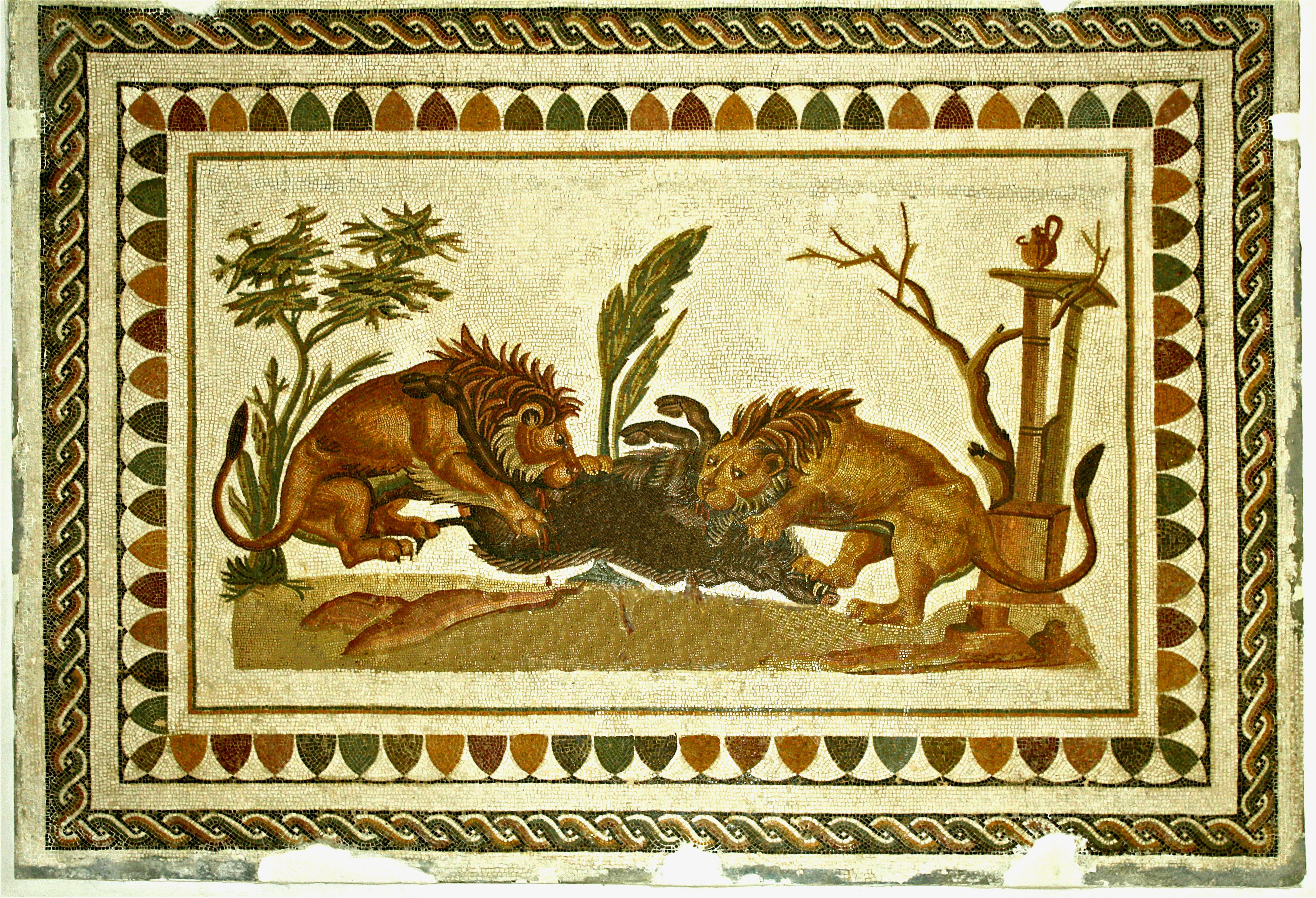
أسود تلتهم خنزير، فسيفساء الصراع بين الحيوانات، معروضة في المتحف الأثري للجم، 2.30 م على 1.60 متر، في منتصف القرن.

بالإضافة إلى المدرجات، كان بالمدينة مسرح وسيرك لم يتم التنّقيب فيهما حتى يومنا هذا. سمح الطابع الضخم للمدينة بتطوير الترفيه وفقًا لنمط الحياة الروماني: وهكذا وجد علماء الآثار تمثيلات عديدة لألعاب المدرج في المنازل الخاصة، ولا سيما في الفسيفساء. بالنسبة لهادي سليم، تَشّهد مدرجات ثيسدريتان الثلاثة على «الحماس الدائم للألعاب». حتى لو كان وجود الإيطاليين يفسر سرعة ترّكيب مثل هذا النصب التذكاري في هذا المكان، فيمكن التعبير عن دعم السكان المحليّين بشكل خاص من خلال الأذواق لأنواع معينة من العروض، تلك التي جمعت الحيوانات البرية التي تسمى فيناتيونس venationes وبدرجة أقل أولئك الذين عارضوا المصارعين. يتم تمثيل الحيوانات كعناصر من التفاصيل ولكن أيضًا في بعض الأحيان كموضوع رئيسي: تم توضيح المعارك من خلال اثنين من الفسيفساء المُكتشفة في «بيت من موكب ديونيسياكا»، وهما الأسود التي تلتهم خنزيرًا وتلك الخاصة بالنمور المهاجمة حيوان الأخدر أو الأحقب.

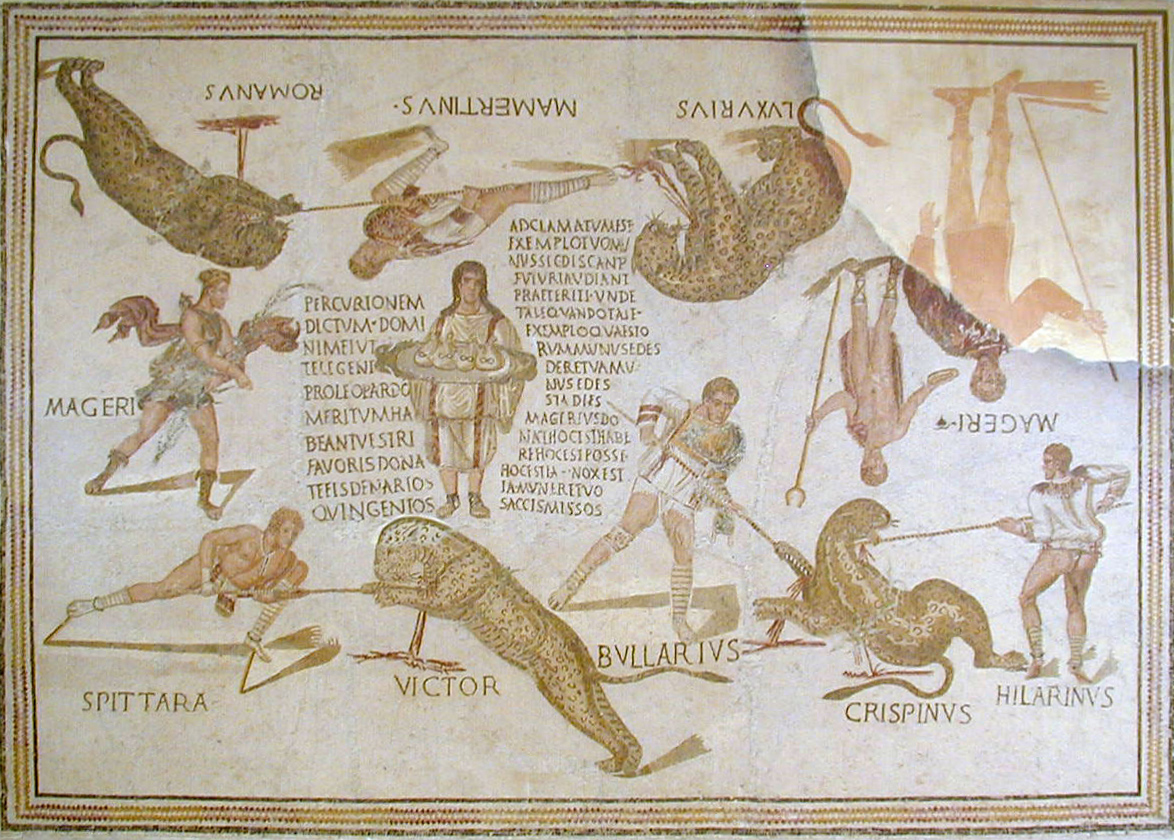
فسيفساء السميرات في المتحف الأثري بسوسة مع مشاهد القتال بين البشر والحيوانات، 225-250

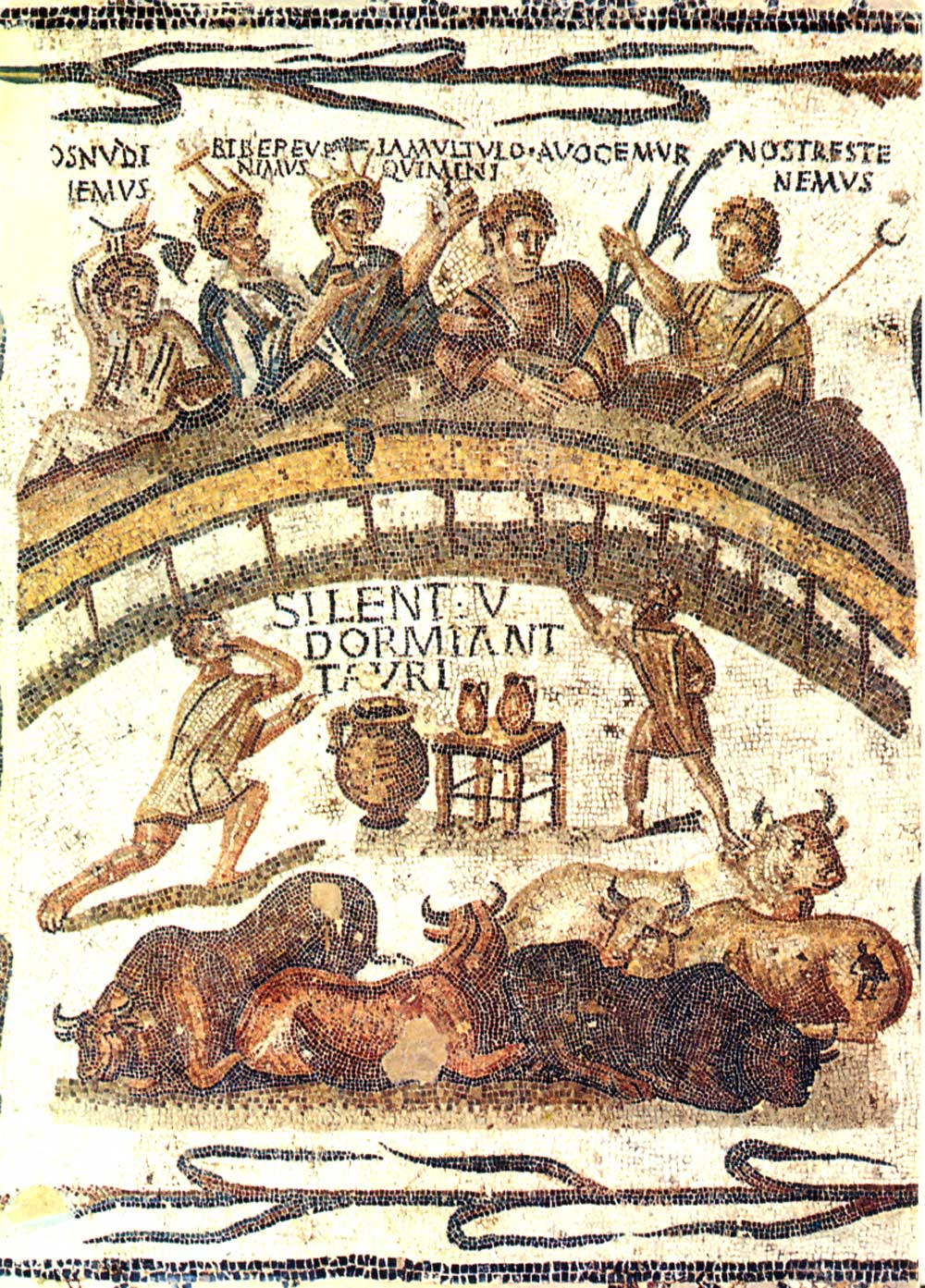
الوحوش والولائم في الساحة، فسيفساء ثيسدروس في متحف باردو الوطني

بحسب اللوحة يمكن أن تكون عمليات إعادة الصيد أيضًا عمليات محاكاة بسيطة للقبض على حيوانات برية بأسلحة وهميَّة في أيدي من يسمون بالصيادين. يمكن أن يكون المدرج أيضًا مكانًا لتعذيب المحكوم عليهم بالإعدام الذين تم تسليمهم للحيوانات، كما هو موضح في فسيفساء في متحف الجم  الأثري.لم يتم استخدام المدرج الكبير لتنظيم النوماشيا مباريات القتال البحري، بسبب صعوبة توفير المياه للمنطقة  وعدم قدرة المبني علي مقاومة الماء والتي بدونها كان من الممكن أن تكون مثل هذه العروض خطيرة على المبنى. جعل المدرج من الممكن تطوير العديد من الجمعيَّات المهنيَّة في مدينة ثيسدروس تسمى سولدلتيز sodalités، والتي كانت تمّتلك الحيوانات التي جعلوها متاحة لمُنظمي اللعبة مقابل أجر. مثل هذه المُنافسة يمكن أن تولد توتّرات في المدينة القديمة. تمَّت مقارنة الفسيفساء التي تسمى حيوانات الوليمة في الساحة، والتي تعود إلى القرن الثالث ومعروضة في متحف باردو الوطني، بهذا الوجود سولدلتيز: الضيوف حول طاولة، وأمامهم شخصيَّات، وربما خدم، أحدهم يقول باللاتينية Silentiu(m) dormant tauri سايلينتيوم دورمانت تاوري («الصمت! الثيران نائمة»)؛ تتمدّد الثيران في المقدمة. هؤلاء الضيوف لديهم رموزاً مختلفة إلى جانبهم. المناقشة صاخبة وتنتهي بإيقاظ بعض الثيران التي تحمل أيضا رموزاً على أرجلها.
فسيفساء الصيد في مدرج السميرات، المؤرخة من سنوات 235-250 (أو حتى 240-250) بحسب عز الدين باش شاوش ، هي وثيقة استثنائيَّة عن نفس الموضوع: تُصور الصيادين هناك في اللحظة الأخيرة عندما تسقط الفُهود بينما يشرح النص. أن اللحظة الأخيرة من العرض هي دفع أجر للحفلة ؛ يطلب أحد النبلاء 500 ديناريوس (عُملة رومانية) لكل فهد  تدفها شخصيَّة اسمها ماجريوس بعد طلب الجمهور. يدفع هذا الشخص ضعف المبلغ المطلوب، أي 4000 ديناريوس؛ تشهد هذا الاستمراريَّة بطريقة ما لتقليد ما يحدث في روما في سياق ألعاب كويستوريان.
تُدفع الأموال إلى Telegenii، وهي مجموعة منظمة تُعرف باسم سولدلتيز في وثائق أخرى، والتي كان لها رمز شكل هلال على عصا مُصوَّر على الفسيفساء  وديونيسوس كإله يحمي. مارس عدد معين من سولدلتيز الآخرين نشاطهم في إفريقيا الرومانيَّة، مع مختلف الشعارات وآلهة الوصاية. كان للشكليَّات تنظيم معقد ، وبالإضافة إلى دورها في تنظيم العروض، يمكن أن تنُظم الجنازات ولها دور اقتصاديّ، بما في ذلك دور مصدر زيت الزيتون،  أو حتى مُلاك السفن  وبالتالي الأنشطة المُربحة.

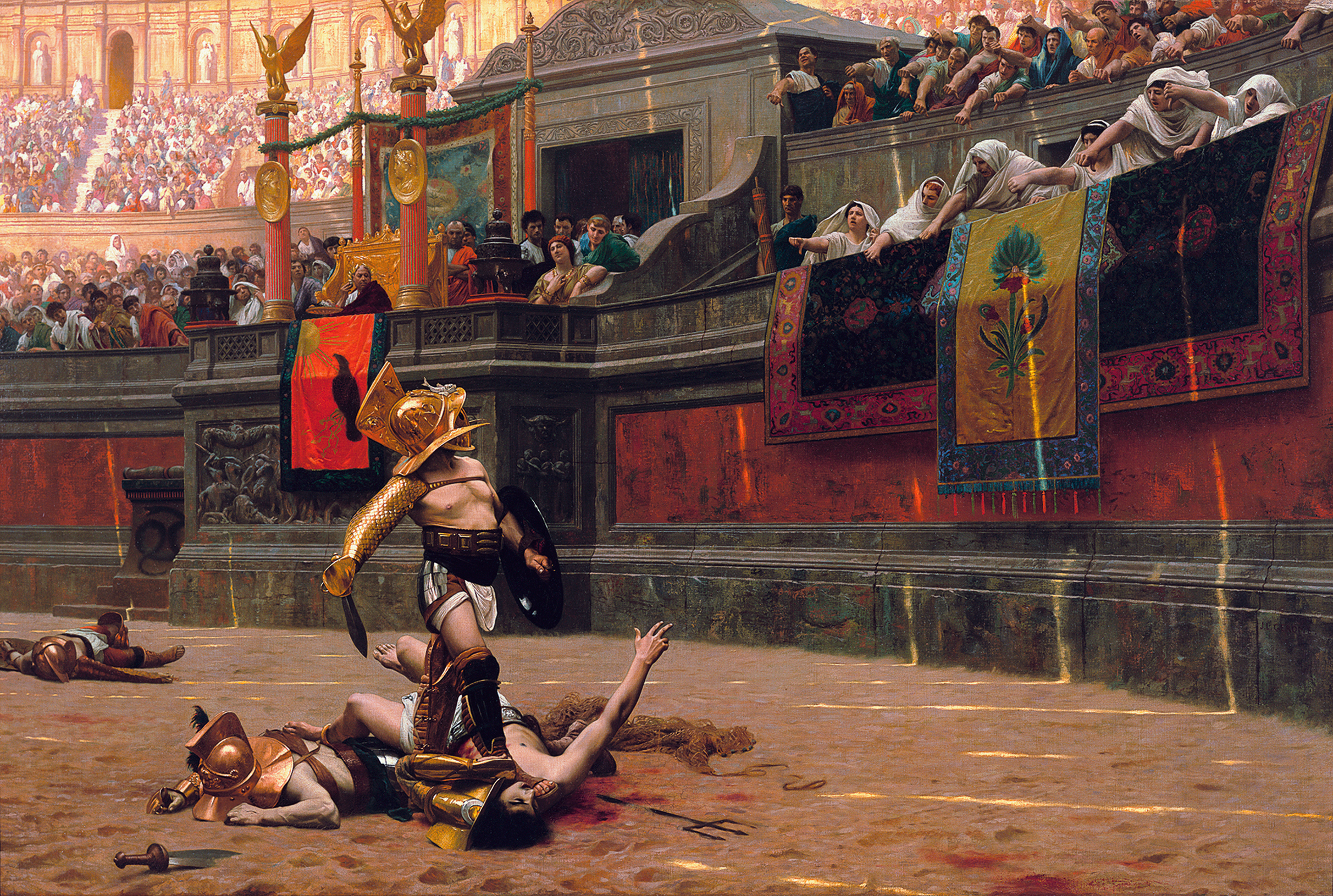
معارك المصارعين في المسارح الرومانية
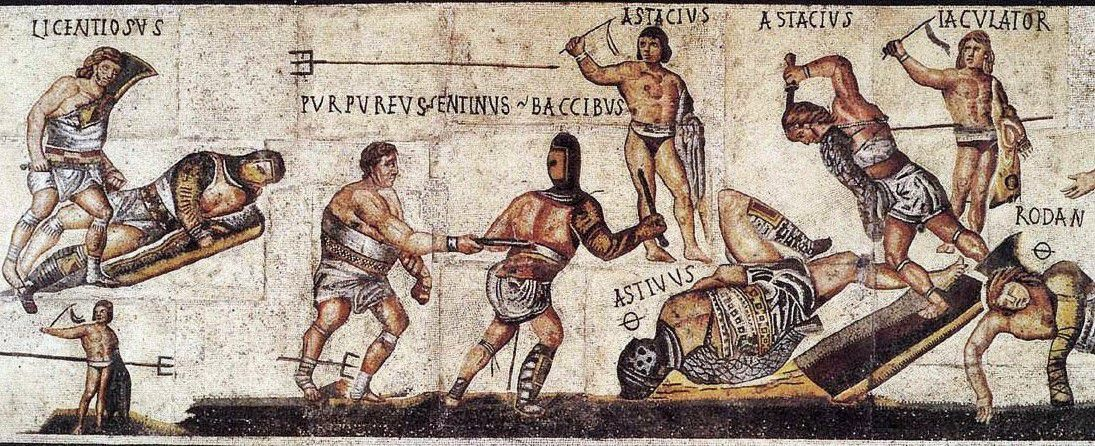
فسيفساء تمثل معارك المصارعين في المسارح الرومانية
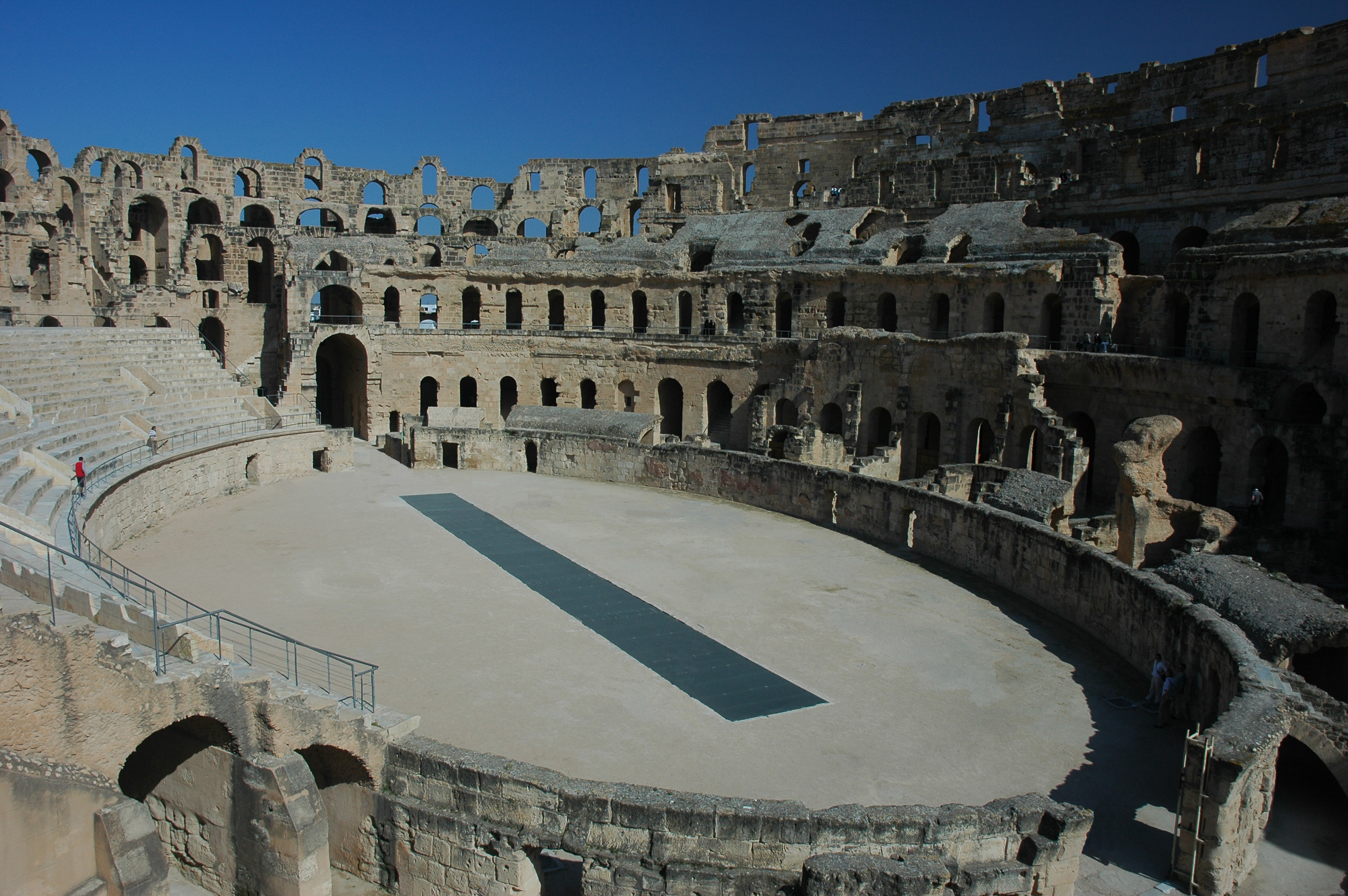
حلبة قصر الجم
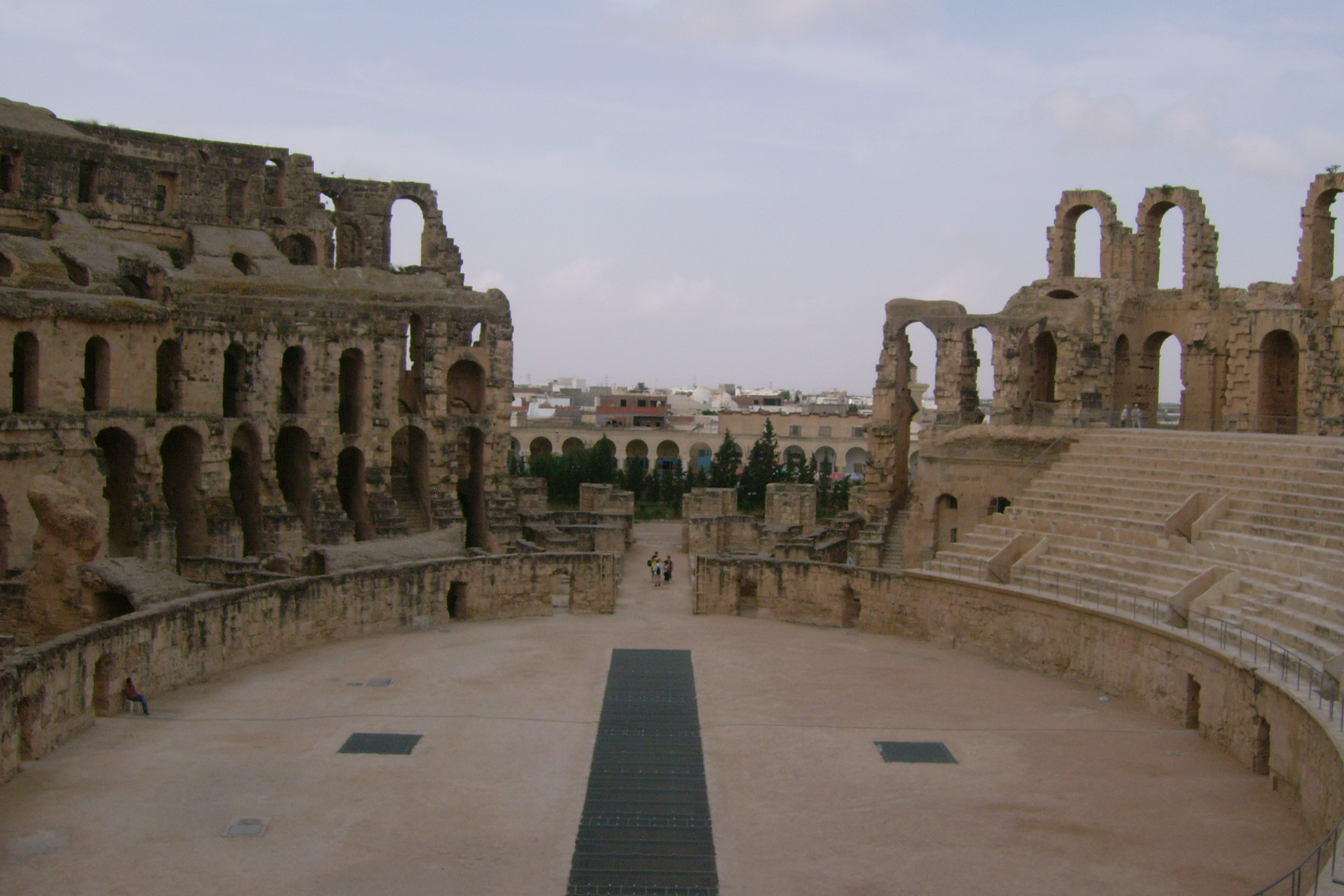
الفتحة الوسطى والفتحتان الجانبيتان في الحلبة
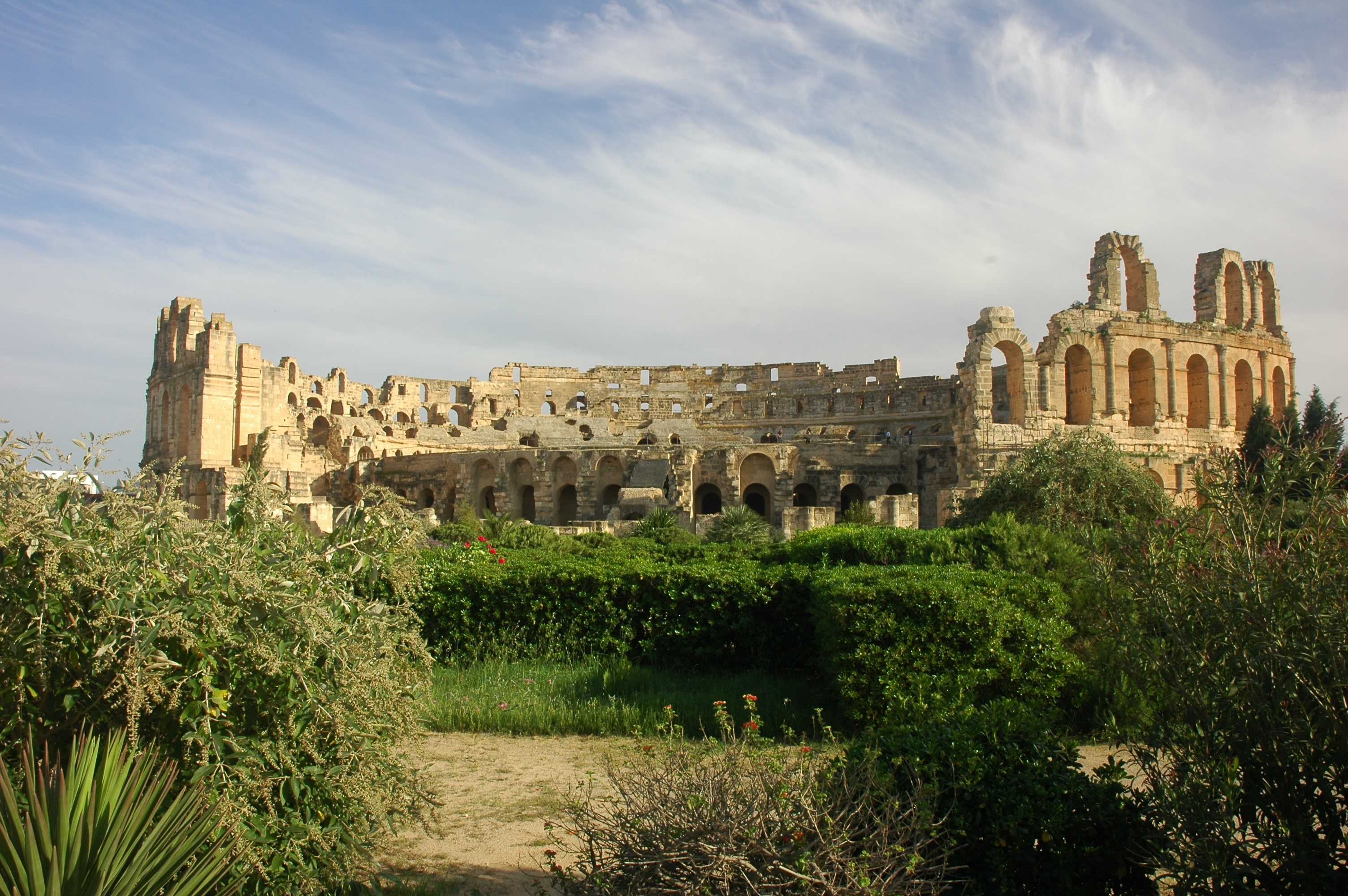
الجانب الشمالي من قصر الجم
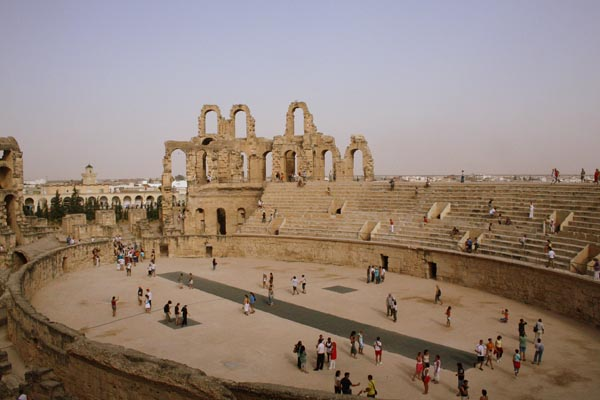
حلبة قصر الجم
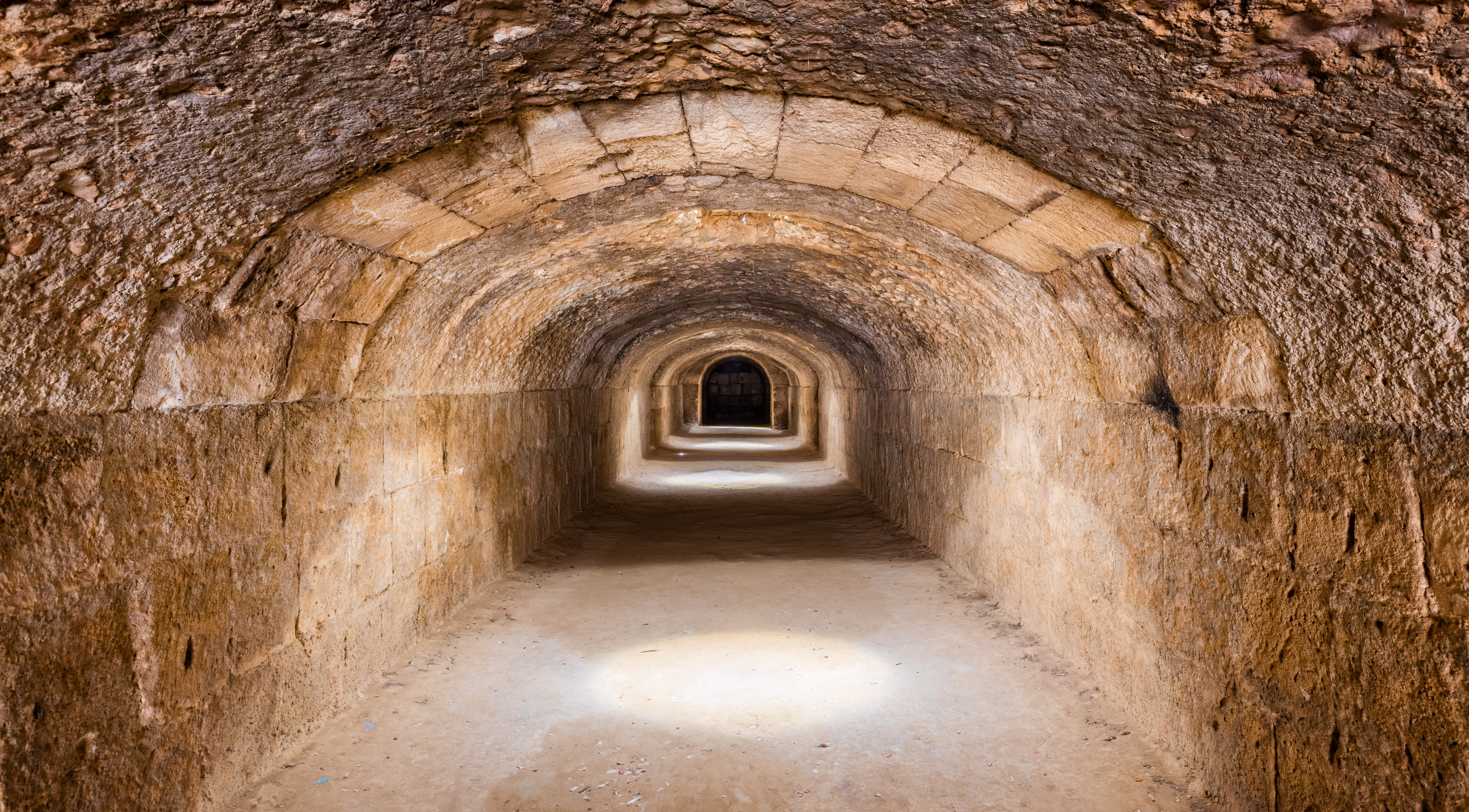
الهايوجيوم من المدرج الجم
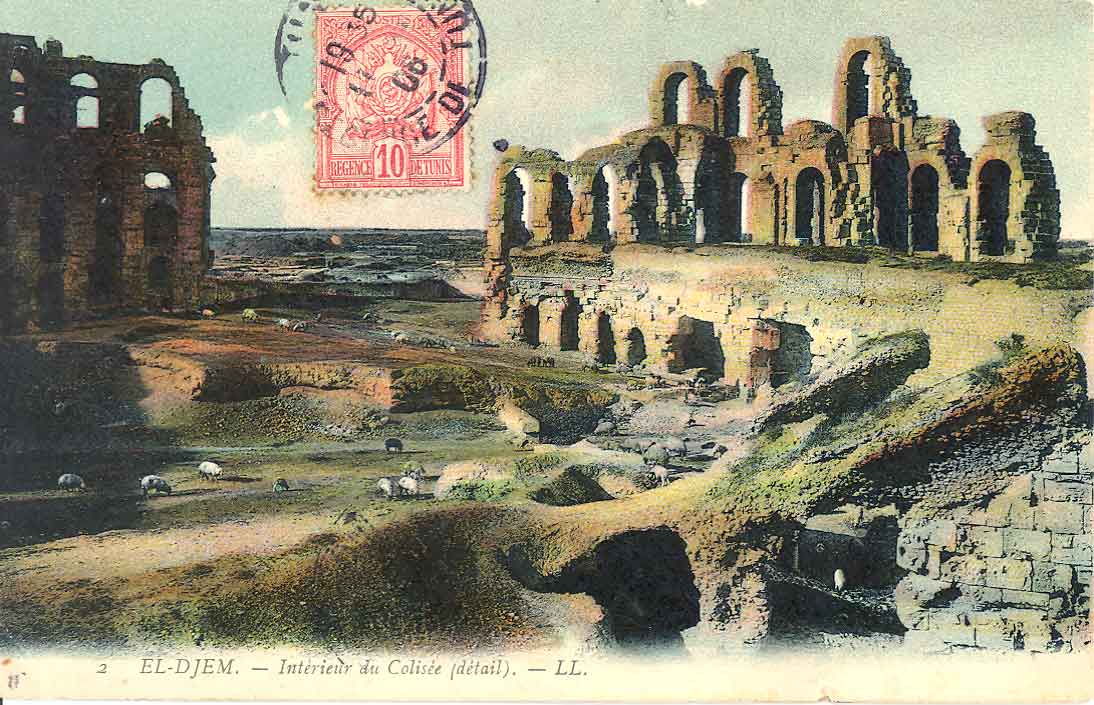
قصر الجم عام 1900
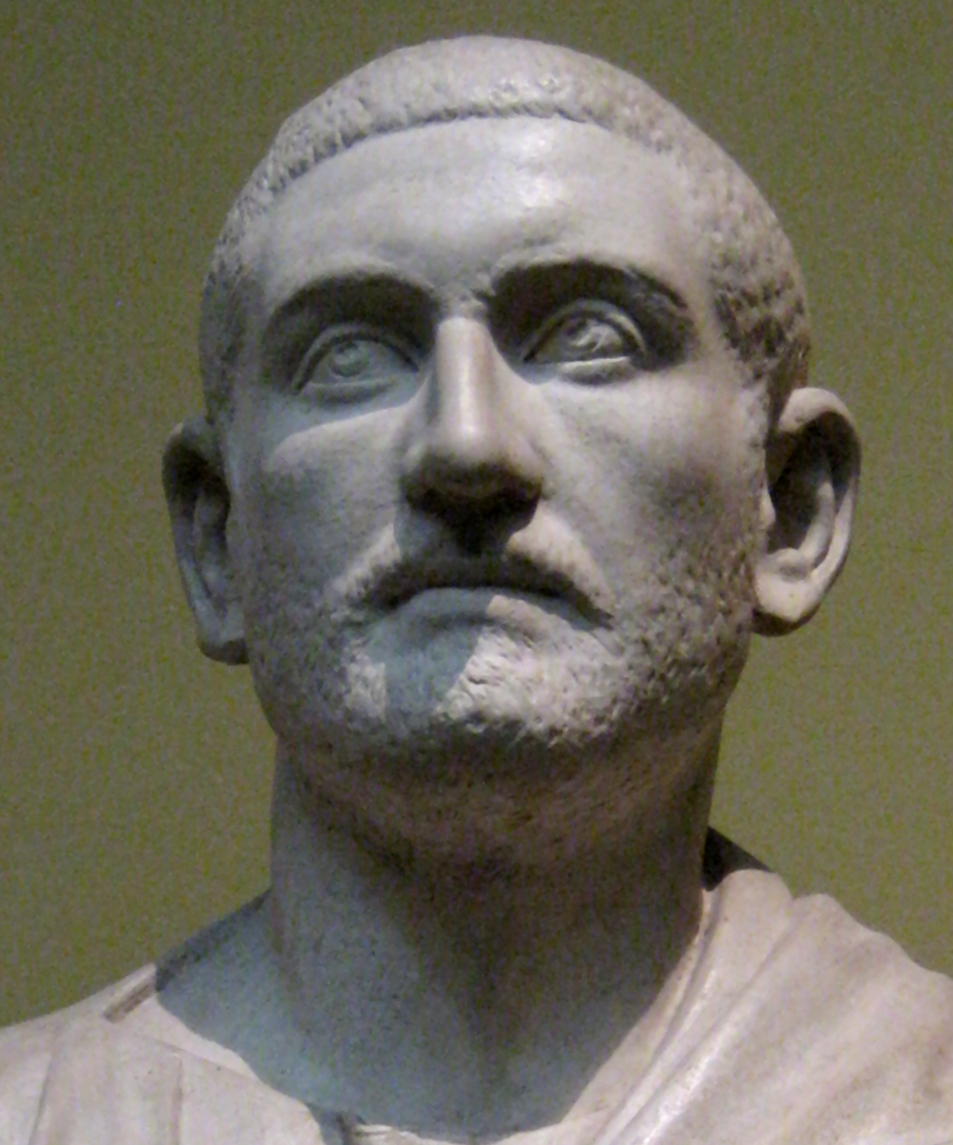
تمثال غورديان الأول في المتحف البريطاني
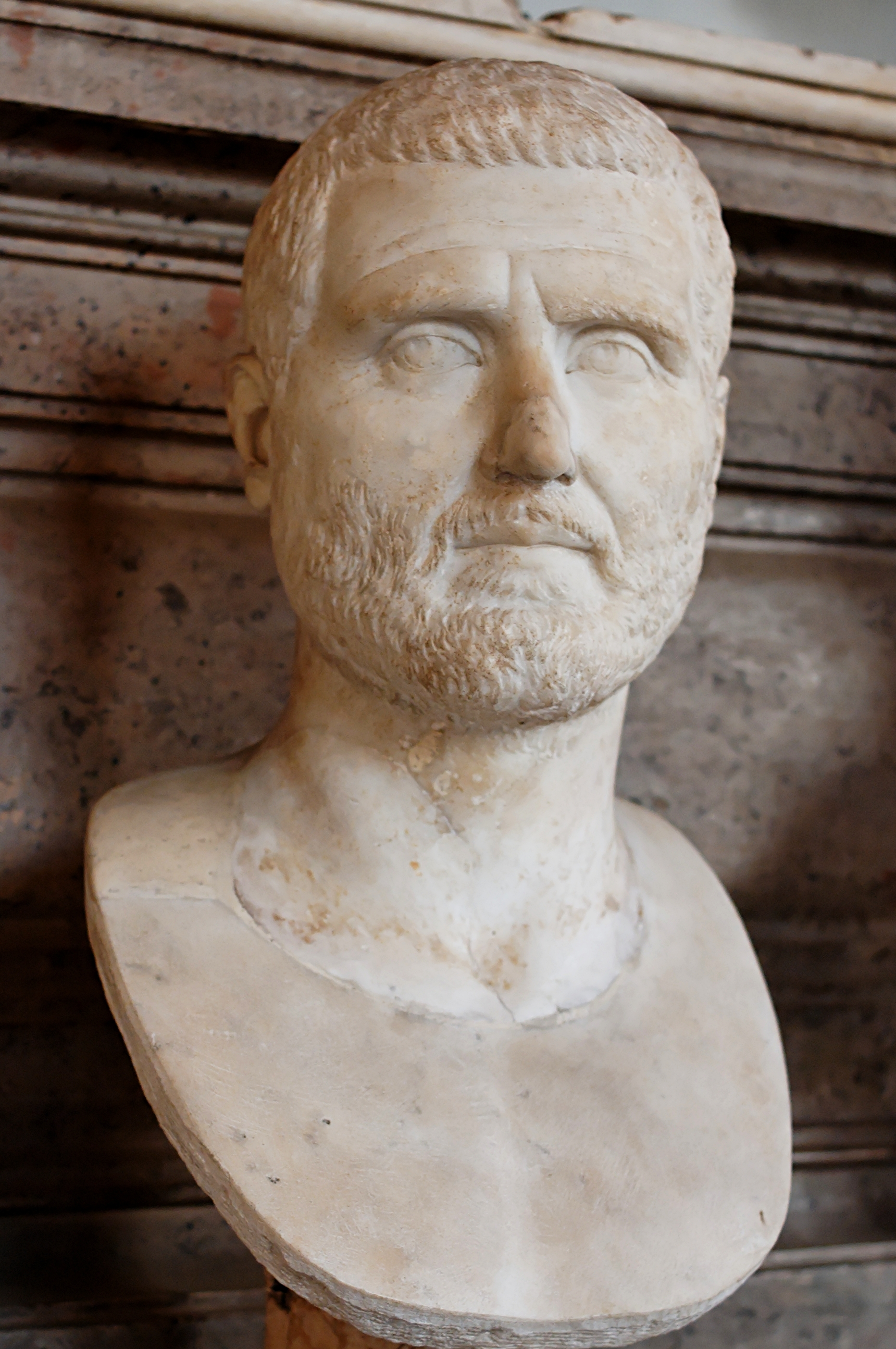
تمثال غورديان الأول في متحف كابيتوليني بإيطاليا
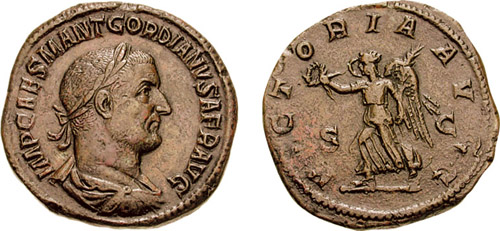
صورة غورديان الأول على نقد روماني
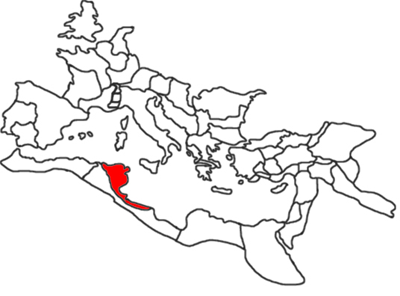
مقاطعة أفريكا الرومانية

## الألعاب التي تُقام بداخله
تقام به الحلبات الاستعراضيه (كقتال رجل لاسود متوحشه ...قتال وحوش بين بعضها...أو قتال فرسان ضد بعضهم لاغراض السلطة)و كان الشعب والنبلاء في تلك الايام يجلسون ويشاهدون تلك الاستعراضات.